# John Alfred Williams
John Alfred Williams (Jackson, 5 december 1925 – Paramus, 3 juli 2015) was een Afro-Amerikaanse schrijver, journalist en academicus. Zijn bekendste boek is de roman The Man Who Cried I Am uit 1967. 

## Levensloop
John Alfred Williams werd in 1925 in Jackson geboren en verhuisde toen hij zes maanden oud was met zijn ouders naar Syracuse. Nadat hij in de Tweede Wereldoorlog bij de marine had gediend, studeerde Williams Engels en journalistiek aan de Universiteit van Syracuse. In deze tijd begon hij voor verschillende bladen reportages en kritieken te schrijven. In 1950 studeerde hij af en had daarna verschillende banen tot hij vanaf 1954 ging werken voor televisiezenders als CBS en NBC en een uitgeverij. Voor de non-profitorganisatie American Committee on Africa organiseerde hij persconferenties voor  onder meer Kwame Nkrumah, Eduardo Mondlane, Tom Mboya en Nnamdi Azikiwe. Als journalist reisde hij over de wereld voor bladen als Jet, Ebony, Newsweek en Holiday.
In 1960 werd zijn eerste roman gepubliceerd onder de titel The Angry Ones. In 1962 ontstond er een schandaal omdat hij de Amerikaanse Prix de Rome die hem aanvankelijk was toegezegd niet kreeg toegewezen. In 1968 werd Williams docent aan de City College of New York en de University of the Virgin Islands. Voor PBS interviewde hij onder meer Erskine Caldwell, Muhammad Ali en Eldridge Cleaver. 
Williams doceerde voorts aan het Macalester College in Saint Paul (Minnesota), de Universiteit van Californië - Santa Barbara en het Sarah Lawrence College in Yonkers. Van 1973 tot 1979 was hij als universiteitshoogleraar verbonden aan het LaGuardia Community College in New York. Van 1979 tot 1994 was hij hoogleraar aan de Rutgers-universiteit in Newark.
Aan het begin van de jaren 80 begon Williams met toestemming van Mercer Ellington samen met componist en fluitist Leslie Burrs te werken aan de voltooiing van Queenie Pie, een opera waar Duke Ellington aan was begonnen maar nooit had afgemaakt. Het werk werd uiteindelijk ook niet door Williams en Burrs voltooid. In 1998 kreeg hij voor zijn poëziebundel Safari West de American Book Award.
Williams was lid van de American Academy of Arts and Letters en lid van de raad van de Authors Guild, de oudste en grootste organisatie van schrijvers in de Verenigde Staten. 
Williams was van 1947 tot 1957 getrouwd met Carolyn Clopton met wie hij twee zonen, Gregory en Dennis, had. In 1965 trouwde hij met Lorrain Isaac. In 1967 werd zijn derde zoon Adam geboren. In 2003 verzorgde Williams een stuk spoken word getiteld Assess the Mess voor het album Transform van Powerman 5000, waar zoon Adam in die tijd gitarist voor was. 
John Alfred Williams leed sinds 2002 aan de ziekte van Alzheimer en stierf op 89-jarige leeftijd in 2015.

### Romans
- One for New York (oorspronkelijk gepubliceerd als The Angry Ones) (1960)
- Night Song (1961) 
  - Nederlands: Synkopen in de nacht (1964)
- Sissie (1963)
- The Man Who Cried I Am (1967) 
  - Nederlands: Naar Jamestown en terug (1970)
- Sons of Darkness, Sons of Light (1969)
- Captain Blackman (1972)
- Mothersill and the Foxes (1975)
- The Junior Bachelor Society (1976)
- !Click Song (1982)
- The Berhama Account (1985)
- Jacob's Ladder (1987)
- Clifford's Blues (1999)

### Non-fictie
- Africa: Her History, Lands and People (1963)
- The Protectors: Our Battle against the Crime Gangs (onder het pseudoniem J. Dennis Gregory) (met  Harry J. Anslinger) (1964)
- This Is My Country Too (1965)
- The King God Didn't Save: Reflections on the Life and Death of Martin Luther King, Jr. (1970)
- The Most Native of Sons: A Biography of Richard Wright (1970)
- Flashbacks: A Twenty-Year Diary of Article Writing (1973)
- Minorities in the City (1975)
- If I Stop I'll Die: The Comedy and Tragedy of Richard Pryor (met Dennis A. Williams) (1991)
- Way B(l)ack Then and Now: A Street Guide to African Americans in Paris (met Michel Fabre) (1992)

### Toneel
- Last Flight from Ambo Ber (1983)
- August Forty-Five (1991)

### Poëzie
- Poems (1953) (uitgave in eigen beheer)
- Safari West (1998)

### Redactie
- The Angry Black (1962) (herdrukt in 1966 als Beyond the Angry Black)
  - Nederlands: De zwarte woede (1967)
- Amistad I (met Charles F. Harris) (1970)
- Amistad II (met Charles F. Harris) (1971)
- The McGraw-Hill Introduction to Literature (met Gilbert H. Muller) (1985)
- Bridges: Literature across Cultures (met Gilbert H. Muller) (1994)
- Ways In: Approaches to Reading and Writing about Literature (met Gilbert H. Muller) (1994)
- Dear Chester, Dear John: Letters between Chester Himes and John A. Williams (met Lori Williams) (2008)